# Lee Trevino
Lee Buck Trevino (* 1. Dezember 1939 in Dallas, Texas) ist ein ehemaliger US-amerikanischer Profigolfer.

## Die frühen Jahre
Als Kind armer mexikanischer Einwanderer wurde Lee von seiner Mutter und seinem Großvater, einem Totengräber, aufgezogen. Seinen Vater lernte er nie kennen. Für den Schulbesuch konnte er nur gelegentlich Zeit finden, musste er doch schon ab dem 5. Lebensjahr auf den Baumwollfeldern arbeiten. Zum Golfspielen kam er, als ihm sein Onkel ein paar alte Golfbälle und einen rostigen Schläger schenkte. Von da an verbrachte der Kleine jede freie Minute auf den angrenzenden Golfplätzen. Schon mit 8 Jahren begann er als Caddy und einige Jahre später wurde das sein Job. Zusätzlich verdingte er sich als Schuhputzer und kam so auf einen Wochenverdienst von etwa 30 Dollar. Als Caddy durfte er außerdem nach Arbeitsschluss auf 3 Übungslöchern und mit alten ausgedienten Schlägern spielen. Jahr für Jahr schlug Trevino mindestens 300 Bälle pro Trainingseinheit und verbesserte sein Können. Mit 17 Jahren meldete er sich zur US Marine und diente dort vier Jahre. In den letzten 1½ Jahren verbrachte er dabei viel Zeit am Golfplatz mit Offizieren.

## Die Profi-Karriere
1967 begann Lee Trevino auf der PGA Tour und wurde schon in der ersten Saison zum Rookie of the Year (bester Neuling) gewählt. Ein Jahr später gewann er sein erstes Major, die US Open. Trotz dieses rasanten Aufstieges in die Golfelite betrachteten viele seine Erfolge als reine Glückssache, weil sein (selbst erlernter) Schwung unnatürlich und verkrampft wirkte. Doch schon bald verstummten seine Kritiker, denn Trevinos Erfolgskurve ging weiter steil nach oben. 1971 gewann er weitere zwei Majors und die Canadian Open, damals noch als heimliches fünftes Major angesehen. Trevino holte sich in den frühen 1970er Jahren Turniersieg um Turniersieg und war der schärfste Konkurrent von Jack Nicklaus. Nach dem Gewinn eines weiteren Majors, der PGA Championship 1974 ereilte ihn jedoch ein schwerer Schicksalsschlag. Er wurde von einem Blitz getroffen und erlitt dabei Verletzungen des Rückens und des Rückgrats. Eine Bandscheibe musste ihm operativ entfernt werden und die nachfolgenden Beschwerden behinderten sein Spiel. Trotzdem schaffte es Trevino immer noch, sich für ein weiteres Jahrzehnt in der Weltspitze zu halten, und gewann 1984, im Alter von 44 Jahren, erneut die PGA Championship, sein insgesamt sechstes Major.
In seiner Karriere schaffte es Trevino 29 PGA Tour Events zu gewinnen, siegte bei mehr als 20 anderen internationalen Turnieren und holte sich auf der PGA Senior Tour, später Champions Tour, weitere 29 Siege, davon vier Senior Majors.
Er spielte für die USA sechsmal im Ryder Cup und hat eine beeindruckende persönliche Matchbilanz von 17 Siegen bei 6 Remis und 7 Niederlagen.
Trevino hat zahlreiche Initiativen begründet, die vielen bedürftigen US-Amerikanern mexikanischer Abstammung Hilfe und Unterstützung gewähren.
In der Komödie Happy Gilmore 2 von 2025 spielt er sich selbst.

## Auszeichnungen
- 1971: Hickok Belt als Top Professional Athlete of the Year
- 1971: Sportler des Jahres (gewählt durch Sports Illustrated)
- 1971: Sportler des Jahres (gewählt durch Associated Press)
- 1981: World Golf Hall of Fame Einzug in die Ruhmeshalle des Weltgolfs

## PGA Tour Siege
- 1968: US Open, Hawaiian Open
- 1969: Tucson Open Invitational
- 1970: Tucson Open Invitational, National Airlines Open Invitational
- 1971: Tallahassee Open Invitational, Danny Thomas Memphis Classic, US Open, Canadian Open, The Open Championship, Sahara Invitational
- 1972: Danny Thomas Memphis Classic, The Open Championship, Greater Hartford Open Invitational, Greater St. Louis Golf Classic
- 1973: Jackie Gleason Inverrary-National Airlines Classic, Doral-Eastern Open
- 1974: Greater New Orleans Open, PGA Championship
- 1975: Florida Citrus Open
- 1976: Colonial National Invitation
- 1977: Canadian Open
- 1978: Colonial National Invitation
- 1979: Canadian Open
- 1980: Tournament Players Championship, Danny Thomas Memphis Classic, San Antonio Texas Open
- 1981: MONY Tournament of Champions
- 1984: PGA Championship

Major Championships sind fett gedruckt.

## PGA Senior und Champions Tour Siege
- 1990:  Royal Caribbean Classic,  Aetna Challenge,  Vintage Chrysler Invitational,  Doug Sanders Kingwood Celebrity Classic,  NYNEX Commemorative,  U.S. Senior Open,  Transamerica Senior Golf Championship
- 1991:  Aetna Challenge,  Vantage At The Dominion,  Charley Pride Classic
- 1992:  Vantage At The Dominion,  The Tradition,  PGA Seniors' Championship,  Las Vegas Senior Classic,  Bell Atlantic Classic
- 1993:  Cadillac NFL Golf Classic,  Nationwide Championship,  Vantage Championship
- 1994:  Royal Caribbean Classic,  PGA Seniors' Championship,  PaineWebber Invitational,  Bell Atlantic Classic,  BellSouth Senior Classic at Opryland,  Northville Long Island Classic
- 1995:  Northville Long Island Classic,  The Transamerica
- 1996:  Emerald Coast Classic
- 1998:  Southwestern Bell Dominion
- 2000:  Cadillac NFL Golf Classic

Senior Majors sind fett gedruckt.

## Andere Turniersiege
- 1969: World Cup (mit Orville Moody)
- 1971: World Cup (mit Jack Nicklaus)
- 1974: World Series of Golf
- 1975: Mexican Open
- 1977: Morocco Grand Prix
- 1978: Benson & Hedges International Open, Lancome Trophy (beide European Tour)
- 1979: Canadian PGA Championship
- 1980: Lancome Trophy (European Tour)
- 1981: Sun City Classic (South Africa), PGA Grand Slam of Golf (USA)
- 1983: Canadian PGA Championship
- 1985: Dunhill British Masters (European Tour)
- 1987: Skins Game
- 1991: Liberty Mutual Legends of Golf (mit Mike Hill)
- 1992: Mitsukoshi Classic, Liberty Mutual Legends of Golf (mit Mike Hill)
- 1993: American Express Grandslam
- 1994: American Express Grandslam
- 1995: Liberty Mutual Legends of Golf (mit Mike Hill)
- 1996: Liberty Mutual Legends of Golf (mit Mike Hill), Australian PGA Seniors' Championship
- 2003: ConAgra Foods Champions Skins Game

## Resultate in Major Championships
| Tournament            | 1966 | 1967 | 1968 | 1969 | 1970 | 1971 | 1972 | 1973 | 1974 | 1975 | 1976 | 1977 | 1978 | 1979 | 1980 | 1981 | 1982 | 1983 | 1984 | 1985 | 1986 | 1987 | 1988 | 1989 |
| --------------------- | ---- | ---- | ---- | ---- | ---- | ---- | ---- | ---- | ---- | ---- | ---- | ---- | ---- | ---- | ---- | ---- | ---- | ---- | ---- | ---- | ---- | ---- | ---- | ---- |
| The Masters           | DNP  | DNP  | T40  | T19  | DNP  | DNP  | T33  | T43  | DNP  | T10  | T28  | DNP  | T14  | T12  | T26  | CUT  | T38  | T20  | 43   | T10  | 47   | CUT  | CUT  | T18  |
| US Open               | T54  | 5    | 1    | CUT  | T8   | 1    | T4   | T4   | CUT  | T29  | DNP  | T27  | T12  | T19  | T12  | CUT  | CUT  | DNP  | T9   | CUT  | T4   | CUT  | T40  | CUT  |
| The Open Championship | DNP  | DNP  | DNP  | T34  | T3   | 1    | 1    | T10  | T31  | T40  | DNP  | 4    | T29  | T17  | 2    | T11  | T27  | 5    | T14  | T20  | T59  | T17  | CUT  | T42  |
| PGA Championship      | DNP  | DNP  | T23  | T48  | T26  | T13  | T11  | T18  | 1    | T60  | CUT  | T13  | T7   | T35  | 7    | DNP  | DNP  | T14  | 1    | 2    | T11  | DNP  | CUT  | CUT  |

| Tournament            | 1990 | 1991 | 1992 | 1993 | 1994 | 1995 | 1996 | 1997 | 1998 | 1999 | 2000 |
| --------------------- | ---- | ---- | ---- | ---- | ---- | ---- | ---- | ---- | ---- | ---- | ---- |
| The Masters           | T24  | T49  | DNP  | DNP  | DNP  | DNP  | DNP  | DNP  | DNP  | DNP  | DNP  |
| US Open               | DNP  | CUT  | DNP  | DNP  | DNP  | DNP  | DNP  | DNP  | DNP  | DNP  | DNP  |
| The Open Championship | T25  | T17  | T39  | DNP  | CUT  | CUT  | DNP  | DNP  | DNP  | DNP  | CUT  |
| PGA Championship      | CUT  | DNP  | DNP  | DNP  | DNP  | DNP  | DNP  | DNP  | DNP  | DNP  | DNP  |

DNP = nicht teilgenommen

CUT = Cut nicht geschafft

„T“ geteilte Platzierung

Grüner Hintergrund für Siege

Gelber Hintergrund für Top 10.